# Пятковский, Александр Петрович
Александр Петрович Пятковский (20.9(2.10).1840, Тамбов — 16(29).5.1904, Петербург) — русский филолог, историк литературы; редактор-издатель журнала «Наблюдатель». Много лет занимался изучением еврейского вопроса.

## Биография
Окончив курс юридического факультета Санкт-Петербургского университета, сначала служил, а затем всецело отдался литературно-издательской деятельности. Помещал свои статьи в «Современнике», потом сотрудничал в «Отечественных записках» и «Деле», где он писал фельетоны под псевдонимом Мизантропова.
С 1882 года Пятковский издавал ежемесячный журнал «Наблюдатель». В первое десятилетие своего существования журнал привлёк многих хороших писателей, носил вполне литературный характер и пользовался успехом, тем более, что по прекращении в 1884 году выхода «Отечественных записок» подписчики этого журнала обратились к «Наблюдателю».
Во второе десятилетие существования журнал стал терять популярность и последние годы влачил печальные существование литературного полу-мертвеца. Пятковский был болен, даже уезжая лечиться за границу, на время совсем прекращал выпуск книжек. Это регрессирование журнала выразилось с одной стороны упадком его литературного достоинства, постепенным исчезновением со страниц его известных имён, а с другой стороны развитием все большей нетерпимости к еврейству, которая наконец приняла болезненный характер даже не антисемитизма, а панической боязни еврейского нашествия.
Труды Пятковского сосредоточены в двух сборниках статей Живые вопросы (1870) и Из истории нашего литературного и общественного развития (1876 2-е переиздание 1887). В конце 1868 года выступил с предложением о предоставлении независимости Царству Польскому. В 1872—1882 гг., вместе с В. А. Евтушевским, издавал журнал «Народная школа».

## Избранная библиография
Пятковский написал биографию князя Одоевского (СПб.: тип. А. С. Суворина, 1880). Под его редакцией было издано Полное собрание сочинений Д. В. Веневитинова (СПб.: тип. О. И. Бакста, 1862); Сборник  стихотворений «Гражданские мотивы» (СПб.: тип. Рюмина и К°, 1863).
В числе сочинений А. П. Пятковского:
- С.-Петербургский воспитательный дом под управлением И. И. Бецкого. — СПб., 1875
- Провинциальные корреспонденты и г. Щедрин. — СПб.: тип. Н. Греча, ценз. 1861
- Сочинения Ф. М. Достоевского. Москва, 1860 года. Две части. Униженные и оскорбленные. Роман в четырех частях.
- Живые вопросы : Критические очерки и этюды из соврем. жизни Санкт-Петербург : тип. и лит. Л. Каспари, 1870
- Питомцам С.-Петербургского воспитательного дома в воспоминание столетнего юбилея этого заведения
- Банкир-педагог и его защитник : [О судеб. процессе Кроненберга] [Санкт-Петербург] : тип. И. П. Попова, [1876]
- Из истории нашего литературного и общественного развития : Монографии и критич. ст. А. П. Пятковкого : В 2 т. Т. 1-2
- Князь В. Ф. Одоевский и Д. В. Веневитинов. — 3-е изд.— СПб.: ред. «Наблюдателя», 1901. — 167 с.
- Государство в государстве: К истории еврейского вопроса в России и в Западной Европе: Сборник статей. — Репринтное издание 1901 г. — СПб.: Альфарет, 2011. — 316 с.

## Источник
- Некролог // Исторический вестник. — 1904. — Т. 97. — С. 351

## Рекомендуемая литература
- ИРЛИ РАН. Ф. 251. — 95 ед. хр.